# 1853 год в театре
1853 год в театре

## Премьеры
- 19 января — в Риме, в театре «Аполло» состоялась премьера оперы Джузеппе Верди «Трубадур».
- 4 марта — в Копенгагене, на сцене Королевского театра состоялась премьера балета Августа Бурнонвиля «Свадебный поезд в Хардангере».
- 6 марта — в Венеции, в театре «Ла Фениче» состоялась премьера оперы Джузеппе Верди «Травиата» (Виолетта — Фанни Сальвини-Донателли[англ.], Альфредо — Лодовико Грациани[англ.])
- 1 сентября — в Париже, в Зале Фавар, труппа Опера-Комик представила премьеру оперы Фроманталя Галеви по либретто Эжена Скриба «Набоб[англ.]».
- Музыкальная драма Саида Ага Хасана Аманата «Индар Сабха» («Двор Индры») в резиденции навабов Авадха — Кайсарбаге (Лакхнау). Богато оформленная музыкальная постановка с танцами и песнями имела огромный успех, ставилась во многих театральных компаниях парсов. Пьеса была переведена на другие языки Индии, на малайский и немецкий. Она вызвала многочисленные подражания (например, одноимённый вариант Мадарилала), переиздавалась более 40 раз и послужила толчком к развитию сценической драматургии на языках хинди и урду.
- «Леонор де Гусман» Дж. Г. Бокера в театре «Уолнат-стрит» (Филадельфия).
- «День рождения Колумба» Р. Браунинга (сочинена в 1844 году; Ковент-Гарден).
- «Елизавета, королева Англии» Паоло Джакометти.
- «Манко», «Ревнивый муж» и «Дед и внук» Г. С. Джапаридзе в Театре Георгия Эристави.
- «Диана де Лис» А. Дюма-сына в театре «Жимназ».
- Комедия «Честь и деньги» Франсуа Понсара в театре «Одеон».
- Драма «Рождение Спявуша» (по мотивам эпизода из «Шахнаме» Фирдоуси) в Бомбее.

## Премьеры в России
- 26 января — первая постановка в Малом театре пьесы А. Н. Островского — «Не в свои сани не садись»[1]. Руководил постановкой сам автор. Русаков (Смуров?) — П. М. Садовский.
- 12 февраля — «Утро молодого человека» А. Н. Островского в Александринском театре.
- 1 сентября — комедия А. Н. Островского «Бедная невеста» в Малом театре[1] (Незабудкина — Сабурова, Марья Андреевна — Е. Н. Васильева, Милашин — С. В. Васильев, Мерич — Н. И. Черкасов, Добротворский — Сергей Шумский, Беневоленский — П. М. Садовский, Хорькова — Акимова, Хорьков — Полтавцев).
- 12 октября — «Бедная невеста» в Александринском театре (бенефис А. М. Читау; Незабудкина — Громова, Марья Андреевна — Мария Читау, Милашин — Фёдор Бурдин, Мерич — Смирнов 1-й, Добротворский — Виктор Прусаков, Беневоленский — Александр Мартынов, Хорькова — Юлия Линская, Хорьков — Пётр Степанов).
- 12 января — «Затмение солнца в Грузии» З. Н. Антонова (Тифлис).
- «Скупой рыцарь» в Малом театре. В роли Барона — М. С. Щепкин.

## Знаменательные события
- 11 марта 1853 — московский Большой театр разрушен пожаром. Сохранились только внешние каменные стены и колоннада.
- В Александринском театре умершего В. П. Каратыгина заменил в роли Гамлета А. М. Максимов.
- Маратхский драматург Вишундас Бхаве организовал свою труппу.
- В Антверпене (Бельгия) В. Дриссенс и Я. Тиллеманс основали театр «Национальная сцена» (с начала XX века — Королевский Нидерландский городской театр).
- В Нижнем Новгороде сгорело здание театра.
- Первое известное представление китайской музыкальной драмы «гуйцзюй» труппой Жуйхуабань во главе с актёрами Лю Юй-цаем и Сяо Си-мэй.
- Чествование актрисы М. Ж. Жорж в «Комеди Франсэз» -представление «Родогюна» П. Корнеля (в роли Клеопатры — Жорж).
- В Барселоне открылся театр «Кампос Элисеос».
- В Гаване открыт комический театр «Вильянуэва».
- Гастроли французской актрисы Рашель в России.
- Начальником репертуарной части петербургских театров и управляющим Петербургского театрального училища стал драматург П. С. Фёдоров.
- В Эдинбурге сгорел театр «Адельфи».
- Написана комедия «Бедность не порок» А. Н. Островского (первоначальным названием «Гордым бог противится»; поставлена в 1854 году).

## Деятели театра
- Драматург Павел Фёдоров назначен начальником репертуарной части петербургских театров и управляющим театральным училищем.

### Родились
- 16 января — английский актёр Джонстон Форбс-Робертсон.
- 28 января — кубинский поэт и драматург Хосе Марти.
- 11 февраля — немецкий актёр и режиссёр Макс Мартерштейг.
- 17 февраля — чешский поэт и драматург Ярослав Врхлицкий.
- 13 марта — итальянский актёр и драматург Эдуарде Скарпетта (13.III.1853—29.XI.1925) .
- 28 марта — эстонский режиссёр Аугуст Пеэтерович Вийра.
- 27 апреля — французский театральный критик Жюль Леме́тр.
- 30 апреля — немецкий режиссёр Альфред Бергер.
- 1 мая — еврейский драматург Яков Михайлович Гордин.
- 6 мая — чешский актёр Эдуард Воян.
- (13) июня 1853 — русская актриса Антонина Михайловна Дюжикова.
- 12 июля — финская актриса Карола Авеллан (ум. 1930).
- 15 июля — русская актриса Мария Николаевна Ермолова.
- 25 июля — американский театральный деятель Дэвид Беласко.
- 10 августа — сербский актёр Пера Добринович.
- 11 сентяюря — австрийская актриса Катарина Шратт
- 13 октября — британская актриса Лилли Лэнгтри
- 13 ноября — американский актёр Джон Дрю.
- русский антрепренёр Михаил Матвеевич Бородай.
- русский писатель и актёр В. А. Гиляровский.
- аргентинский писатель и драматург Эдуарде Гутьеррес.
- американский еврейский драматург И. Латайнер.
- армянская актриса Марианвард.
- украинский актёр и театральный художник Владислав-Казимир Плошевский.
- болгарский актёр и режиссёр Антон Петков Попов[болг.] .
- армянская актриса и режиссёр Рачья Анзив.
- норвежская актриса София Реймерс.
- английский актёр и режиссёр Герберт Дрейпер Бирбом Три.
- шведская актриса Юлия Хокансон[швед.].
- русский актёр Михаил Александрович Щепкин, внук М. С. Щепкина.

## Скончались
- (20) февраля 1853 — русский актёр Яков Григорьевич Брянский.
- (13) марта 1853 — русский актёр В. А. Каратыгин.
- 28 апреля — французский актёр Жак Шарль Одри.
- (23) мая 1853 — русский драматург П. А. Катенин.
- 8 октября — австрийский драматург Карл Мейсль.
- французский драматург Жан-Франсуа Альфред Баяр.
- русская актриса Елена Ивановна Гусева.
- бирманский драматург и поэт Минджи (Вунджи) У Ca Мьявади.